# خيرمان كارتي
خيرمان كارتي (بالإسبانية: Germán Carty) هو لاعب كرة قدم بيروفي، ولد في 16 يوليو 1968 في سان فيسينتي دي كانيتي في بيرو. شارك مع منتخب بيرو لكرة القدم. أما مع النوادي، فقد لعب مع أتلانتي إف سي وأليانزا ليما والجامعي دي بيرو وسبورت أنكاش وسبورت بويز وسيينسيانو ونادي سبورتينغ كريستال.

## وصلات خارجية
- خيرمان كارتي على موقع الاتحاد الدولي (مؤرشف)  (الإنجليزية)
- خيرمان كارتي على موقع قاعدة بيانات كرة القدم.إي يو (الإنجليزية)
- خيرمان كارتي على موقع ناشيونال فوتبول تيمز (الإنجليزية)
- خيرمان كارتي على موقع عالم كرة القدم.نت (الإنجليزية)